# Johann Matthias Hagelstein
Pour les articles homonymes, voir Johann Matthias.
Johann Matthias Hagelstein (né en 1706, mort en 1758) est un facteur d'orgue allemand de Lunebourg. Il construit son premier et seul orgue de 1735 à 1740 pour l'église Saint-Georges sur la bordure orientale de Gartow. Il est élève du maître Matthias Dropa, lui-même ancien élève du célèbre facteur Arp Schnitger.
L'achèvement de l'orgue de Gartow coûte beaucoup plus que ce qu'il avait estimé. Comme le commanditaire ne veut pas prendre en charge le dépassement, Hagelstein fait faillite.